# Aphis hypochoeridis
Aphis hypochoeridis är en insektsart som först beskrevs av Carl Julius Bernhard Börner 1940.  Aphis hypochoeridis ingår i släktet Aphis och familjen långrörsbladlöss. Arten är reproducerande i Sverige. Inga underarter finns listade i Catalogue of Life.